# 찰스 컬런
찰스 에드먼드 컬런(영어: Charles Edmund Cullen, 1960년 2월 22일 뉴저지주 웨스트오렌지 ~ )은 미국의 간호사이자 범죄자이다.
뉴저지주와 펜실베이니아주에 있는 10개의 병원에 근무하면서 35명에서 40명에 달하는 환자들에게 약물을 투여하여 연쇄 살인을 자행했다. 1988년 첫 살인을 시작했고 2003년까지 병원에 근무하면서 환자들이 질병의 고통에서 해방시키기 위한 차원에서 살인을 감행했다. 2003년 12월 15일 체포된 뒤에 가석방이 없는 징역 397년형을 선고받고 복역 중이다.

## 같이 보기
- 해럴드 시프먼